# Morpho subperseus
Morpho subperseus är en fjärilsart som beskrevs av Le Moult 1926. Morpho subperseus ingår i släktet Morpho och familjen praktfjärilar. Inga underarter finns listade i Catalogue of Life.